# Clive Williams
Clive Williams (Porthcawl, 2 novembre 1947) è un ex rugbista a 15 internazionale per il Galles che rappresentò anche i British Lions in due tour, nel 1977 e 1980, con quattro test match disputati; pilone, militò in Aberavon, Neath e Swansea.
Nel corso della sua carriera ha giocato anche per il prestigioso club ad inviti dei Barbarians, oltre ad esser stato più volte selezionato sia per la rappresentativa "B" che per la prima squadra del suo paese.
Il suo esordio con la maglia dei Dragoni risale al 19 marzo 1977 contro la Scozia nel mach valido per l'allora 5 nazioni, torneo in ottenne il suo ultimo caps il 5 febbraio 1983 opposto all'Inghilterra.
Ha preso parte a due tour dei Lions, nel 1977 in Nuova Zelanda e nel 1980 in Sudafrica, collezionando in tutto 4 caps ed una meta.